# Дам'ян Ланса
Дам'ян Енріке Ланса Мояно (ісп. Damián Enrique Lanza Moyano, нар. 10 квітня 1982, Куенка, Еквадор) — еквадорський футболіст, воротар клубу «Клан Хувеніл» з серії B Еквадору.
Виступав, зокрема, за клуб «Дженоа», а також національну збірну Еквадору.

## Клубна кар'єра
У дорослому футболі дебютував 2004 року виступами за команду клубу «Депортіво Куенка», в якій провів два сезони, взявши участь у 34 матчах чемпіонату. 
Згодом з 2006 по 2007 рік грав у складі команд «Аукаса» та італійського «Ареццо».
Своєю грою за останню команду привернув увагу представників тренерського штабу іншого італійського клубу, «Дженоа», до складу якого приєднався 2007 року. Провів у генуезькому клубі наступний сезон своєї ігрової кар'єри, проте так жодного матчу і не зіграв.
Протягом 2009—2011 років захищав кольори клубів «Емелек», «Ольмедо» та «Манта».
До складу клубу «Барселона» (Гуаякіль) приєднався 2012 року. Відіграв за гуаякільську команду 32 матчі в національному чемпіонаті.
2018 року підписав контракт з командою з Серії B чемпіонату Еквадору «Клан Хувеніл».

## Виступи за збірну
2004 року дебютував в офіційних матчах у складі національної збірної Еквадору.
У складі збірної був учасником розіграшу Кубка Америки 2004 року у Перу та чемпіонату світу 2006 року у Німеччині.
| Дата       | Місто     | Господарі | Результат | Гості   | Турнір                          | Голи | Примітки |
| ---------- | --------- | --------- | --------- | ------- | ------------------------------- | ---- | -------- |
| 13/07/2004 | П'юра     | Мексика   | 2 – 1     | Еквадор | Копа Америка 2004 - перший етап | -    |          |
| 22/10/2004 | Триполі   | Нігерія   | 2 – 2     | Еквадор | товариський матч                | -    | LG Cup   |
| 27/10/2004 | Нью-Йорк  | Мексика   | 2 – 1     | Еквадор | товариський матч                | -    |          |
| 29/01/2005 | Бабагойо  | Еквадор   | 2 – 0     | Панама  | товариський матч                | -    |          |
| 13/11/2005 | Барселона | Польща    | 3 – 0     | Еквадор | товариський матч                | -    |          |
| Усього     |           | Матчів    | 5         |         | Голів                           | -    |          |

## Титули і досягнення
- Чемпіон Еквадору 1:

«Депортіво Куенка»: 2004